# Emphytoeciosoma
Emphytoeciosoma – rodzaj chrząszczy z rodziny kózkowatych i podrodziny zgrzypikowych. 

## Zasięg występowania
Przedstawiciele tego rodzaju występują w Ameryce Południowej, w Urugwaju, Argentynie i Chile.

## Systematyka
Do Emphytoeciosoma należą 2 gatunki:
- Emphytoeciosoma daguerrei
- Emphytoeciosoma flavum